# Pähkinäinen (ö i Nystadsregionen)
Pähkinäinen är en ö i Finland. Den ligger i Bottenhavet och i kommunen Nystad i den ekonomiska regionen  Nystadsregionen i landskapet Egentliga Finland, i den sydvästra delen av landet. Ön ligger omkring 63 kilometer nordväst om Åbo och omkring 210 kilometer väster om Helsingfors.
Öns area är 17,4 hektar och dess största längd är 1 kilometer i nord-sydlig riktning. I omgivningarna runt Pähkinäinen växer i huvudsak blandskog.